# Subtitle Editor
Subtitle Editor est un logiciel d'édition de sous-titres sous GNU/Linux.
Il s'agit d'un logiciel libre (publié sous licence GPL), il utilise le toolkit GTK+ (version 3).
Il permet la création de nouveaux sous-titres, ou la modification de sous-titres existants à des fins de correction.
L'utilisation de GStreamer permet la prévisualisation du résultat, ainsi que la synchronisation de l'image et du son avec le sous-titre, notamment en visualisant l'onde sonore.

## Fonctionnalités
- Simple d'emploi
- Prévisualisation video + onde sonore pour synchronisation
- Gestion des différents types d'encodage
- Vérificateur orthographique (aspell)
- Nombreux formats supportés

## Formats Supportés
- Adobe Encore DVD
- SubStation Alpha
- Advanced SubStation Alpha (format utilisé en interne)
- Burnt-in timecode (BITC)
- SubRip
- MicroDVD
- MPL2
- MPsub (MPlayer subtitle)
- SBV
- Spruce STL
- SubViewer 2.0
- Timed Text Authoring Format (TTAF)
- Fichier texte brut